# La Chapelle-Saint-Laud
 La Chapelle-Saint-Laud  es una población y comuna francesa, en la región de Países del Loira, departamento de Maine y Loira, en el distrito de Angers y cantón de Seiches-sur-le-Loir.

## Demografía
| 341 | 370 | 285 | 353 | 404 | 420 | 600 | 722 | 765 |
| Para los censos de 1962 a 1999 la población legal corresponde a la población sin duplicidades (Fuente: INSEE [Consultar]) |     |     |     |     |     |     |     |     |